# Hus & Hem
Hus & Hem är en svensk heminredningstidning, grundad av Ica-förlaget 1987. Tidningen hade då den startade över 100 000 prenumeranter. 2021 var upplagan 50 300 exemplar. Den utkommer med tolv nummer om året.
Hus & Hem har en föregångare i tidningen Hem & Fritid som började ges ut av Ica-förlaget år 1966. År 1983 slogs denna tidning ihop med konkurrenten Allt i Hemmet som gavs ut av Åhlén & Åkerlund och en ny tidning kallad Bo Bra startade som ersättning för de båda. Samarbetet och tidningen Bo Bra upphörde 1987. Istället startade Ica-förlaget och  Åhlén & Åkerlund åter konkurrerande tidningar i form av Hus & Hem och en återuppstånden Allt i Hemmet.